# Stefanardo da Vimercate
Stefanardo da Vimercate (Vimercate, 1230 – 1297) è stato un religioso e scrittore italiano.

## Biografia
Sappiamo che fu di nobile origine (il padre Resonando faceva parte della milizia cittadina e apparteneva alla fazione nobiliare esiliata da Martino della Torre) e che nel 1255 fu frate nel convento di Sant'Eustorgio, di cui divenne priore tra il 1290 e il 1292. Durante quel periodo pare abbia predicato per ordine dell’arcivescovo Ottone Visconti e su indicazione del papa Nicolò IV per una crociata. Per un anno tenne la cattedra di teologia morale e diritto canonico fondata dall'arcivescovo Ottone Visconti nel 1295 o 1296: poiché dopo il 1297 non si trovano più tracce di lui e la stessa cattedra è affidata ad altro ecclesiastico, si può dedurre che sia morto in tale anno.

## Opere
La sua opera principale fu il poema De gestiis in civitate Mediolanensi, inteso specialmente a celebrare le glorie di Ottone Visconti, di cui l'autore fu fedele partigiano, in cui sono ripercorse le vicende milanesi dal 1259 al 1277. L'opera, all'interno della cultura di Milano dei Visconti, confeziona contrasti tematici derivanti dalla storia antica (Ulisse-Aiace Telamonio, Cicerone-Catilina), svisati in contrasti morali (anima-corpo, ricco-povero, angelo-diavolo).
Inoltre scrisse due opere rimaste inedite che trattavano dell'insegnamento pubblico e il diritto canonico: Tractatus de irregularitate e Quaestiones super certis locis apparatus decretalium. Alcune delle opere che gli sono tradizionalmente attribuite sono andate perdute: si tratta del De emanationibus opus in novem partes distinctum, del Periachon nominum et nonnulla alia de principiis nominum e della Postilla super Lucam.
Li sono atteribuite anche alcune opere filosofiche: De controversia hominis et fortune e il Dialogus de apprehensione seu de potentiis apprehensivis. Il primo è un'elegia costituita da dodici distinctiones per un totale di 1758 versi e tratta di una disputa tra l’Uomo e la Fortuna, accusata di essere la causa dell’infelicità degli uomini, in cui la Filosofia, chiamata a presiedere un tribunale composto da filosofi, dimostra come la Fortuna sia strumento della Provvidenza. Nei lamenti dell'Uomo non mancano cenni autobiografici per quanto riguarda la prigionia dei familiari di Stefanardo. Il secondo invece, inizialmente attribuito ad Alberto Magno è composto da dodici parti, ha di nuovo come protagonista la Filosofia che viene interrogata da un discepolo in cui si analizzano varie forme di conoscenza, dove non mancano discussioni politiche e religiose.